# 環境運動家
環境運動家（かんきょううんどうか）は、環境問題を訴えて保全活動を行う者のことである。

## 活動
環境運動は、地球温暖化・原発問題・ゴミ問題・公害問題・薬害訴訟・動物保護問題など、多岐に亘る。
そのため、街の一角といった小さな規模から国全体で取り組む国家規模、地球全体で取り組む世界規模に至るものまで様々である。
団体で取り組んでいる場合もあれば、個人で活動している場合もある。

## 主な著名人
世界各国に著名な環境運動家が点在する。

### 日本
- 石井友規
- 小渕千鶴子
- きくちゆみ
- 黒澤酉蔵
- 辻信一
- 手塚るみ子
- 土居一洋
- 中渓宏一
- 丹羽祐而
- 野口健
- 前川辰男
- 峯岸由美子
- 宮脇昭

### 海外
- アンジェラ・リンドヴァル
- ヴァンダナ・シヴァ
- エリン・ブロコビッチ
- オラス・テュンッキュネン
- グレタ・トゥーンベリ
- ケイト・セッションズ
- ケン・サロ＝ウィワ
- ケンジ・ステファン・スズキ
- シコ・メンデス
- ジェイソン・ケイ
- ジョージ・モンビオ
- スチュアート・ブランド
- スティーブン・ティンデール
- ダリル・ハンナ
- デビット・ブラウアー
- パトリック・ムーア
- レスター・R・ブラウン
- レオナルド・ディカプリオ
- J.O.サイモンズ